# Не могу поступаться принципами
«Не могу́ поступа́ться при́нципами» — опубликованное 13 марта 1988 года в газете «Советская Россия» письмо преподавателя Ленинградского технологического института Нины Андреевой.
В письме, выражавшем опасения Андреевой насчёт проводившегося Горбачёвым курса, осуждались появившиеся в прессе после объявления перестройки материалы, критикующие социализм, и, в частности, политику И. В. Сталина. По настоянию редактора газеты для возможности опубликования письма Нине Андреевой пришлось вставить пассаж: «Вместе со всеми советскими людьми я разделяю гнев и негодование по поводу массовых репрессий, имевших место в 1930—1940-х годах по вине партийно-государственного руководства. Но здравый смысл решительно протестует против одноцветной окраски противоречивых событий, начавшей ныне преобладать в некоторых органах печати». Также редакцией была смягчена концовка статьи. Письмо даёт положительную оценку личности Сталина и, среди прочих аргументов, цитирует длинный текст, приписываемый Черчиллю, который является фальшивкой.
Высказывались требования вернуться к оценке событий с партийно-классовых позиций. Утверждалось, что «именно сторонники „леволиберального социализма“ формируют тенденцию фальсифицирования истории социализма». Их автор упрекала в западничестве и космополитизме. Также в письме подвергались критике сторонники «крестьянского социализма».
В качестве заголовка использовалась цитата из речи Горбачёва на февральском (1988) пленуме ЦК КПСС: «мы должны и в духовной сфере, а может быть, именно здесь в первую очередь, действовать, руководствуясь нашими, марксистско-ленинскими принципами. Принципами, товарищи, мы не должны поступаться ни под какими предлогами».
23 и 24 марта Политбюро по настоянию М. С. Горбачёва обсудило письмо Нины Андреевой. «В течение полутора часов мы выслушивали монолог генсека. Основной упор Горбачёв сосредотачивал на Сталине. Репрессии, репрессии, а что касается победы в Великой Отечественной войне, то так затушевывал великий подвиг советского народа, что вроде бы она — эта победа, пришла сама собой», — вспоминал много позже бывший тогда министром обороны Дмитрий Язов о заседании в первый день. Результатом обсуждения стала подготовленная А. Н. Яковлевым статья «Принципы перестройки, революционность мышления и действий», опубликованная в «Правде» 5 апреля 1988 года. В этой статье письмо было названо «манифестом антиперестроечных сил».
Многие исследователи находят появление статьи и последовавшую из-за неё дискуссию ключевым моментом перестройки.
Как вспоминала спустя годы сама Н. А. Андреева, её письмо выросло в ответ на работы тех лет Александра Проханова, в которых тот высказывал «завиральные идеи» на основе «аморфного бесклассового подхода» к истории общества.
Философ М. В. Попов вспоминал, что в Ленинграде тогда «в работе Городского совета политклубов рабочих участвовала Нина Александровна Андреева. И муж ее, Владимир Иванович Клушин, доктор философских наук, очень умный, очень толковый. Мы устроили телевизионную передачу по обсуждению статьи Н. А. Андреевой, я ее проводил, в Выборгском райкоме партии. И она прошла по Ленинградскому телевидению при поддержке Александра Якимовича Дегтярева, который был секретарем обкома... Там мы обсуждали ее статью, и статью мы в целом одобрили».

## Недостоверные сведения
- Большая цитата о Сталине, приписываемая Андреевой Черчиллю, недостоверна[2][3]. Публикация письма ввела эту цитату в широкий оборот.